# Modiphius Entertainment
Modiphius Entertainment est un éditeur de jeux de rôle et de jeux de société basé à Fulham, à Londres, connu pour ses adaptations de licences. Parmi les titres notables, on compte Star Trek Adventures,,, Fallout le jeu de rôle,,, Dune : Aventures dans l'Imperium,, Disque-monde, Aventures à Ankh-Morpork, d'après Terry Pratchett, et le jeu de société Mass Effect,,.

## Historique
Modiphius est fondé en 2012 par le couple formé par Rita et Chris Birch pour publier leur premier jeu, Achtung! Cthulhu. La société a depuis publié un certain nombre de jeux basés sur des licences indépendantes et des marques établies.

### Jeux

#### Achtung! Cthulhu
En 2013, la société lève 177 000 £ via Kickstarter pour créer Achtung! Cthulhu, un jeu de rôle sur table se déroulant pendant la Seconde Guerre mondiale, inspiré de l'œuvre de H. P. Lovecraft. Le jeu remporte plusieurs prix, dont celui du meilleur jeu de rôle à l'UK Games Expo 2014. En 2018, un jeu vidéo basé sur la franchise — appelé Achtung! Cthulhu Tactics — est publié par Auroch Digital.

#### Fallout
En 2017, la société acquiert les droits de Fallout et sort en 2018 Fallout: Wasteland Warfare, un jeu de figurines mettant en scène des personnages et des décors de la série de jeux vidéo.
Modiphius développe un jeu de rôle sur table Fallout, en utilisant un système 2d20, appelé Fallout the Roleplaying Game. Le jeu entre en version bêta en 2019 avec une sortie prévue en 2020, mais est retardé en raison de la pandémie de Covid-19. Fallout the Roleplaying Game sort sous forme numérique en mars 2021 et est suivi d'une sortie physique en juillet de la même année,.

#### Star Trek Adventures
En 2017, la société publie sa première édition de Star Trek Adventures, une série de jeux de rôle basée sur la série télévisée Star Trek. En 2024, la société publie le guide de démarrage rapide de la deuxième édition de Star Trek Adventures sous forme de PDF gratuit. Les règles de base complètes de la deuxième édition sont publiées en août 2024 à la Gen Con,,.

#### Dune: Aventures dans l'ImperiumetChute de l'Imperium
En mai 2021, Modiphius sort Dune : Aventures dans l'Imperium, basé sur Dune,. Le jeu remporte un Gold ENnie Award pour la « meilleure écriture » avec une équipe de scénaristes comprenant Banana Chan. Il est également nommé pour le « Produit de l'année ». Modiphius annonce une suite à venir, Chute de l'Imperium, en 2024.

#### Disque-monde
En février 2024, Modiphius acquiert les droits pour produire Aventures à Ankh-Morpork, le jeu de rôle du Disque-monde. Il lance une campagne Kickstarter pour financer le projet en octobre 2024,.

#### Mass Effect
En 2024, Modiphius annonce des précommandes pour un jeu de société Mass Effect,,,.

#### Autres franchises
- En 2014, l'éditeur lance Thunderbirds, un jeu de société coopératif conçu par Matt Leacock et basé sur l'émission télévisée britannique pour enfants Les Sentinelles de l'air[23].
- En 2015, il annonce un accord de licence pour la propriété de Conan le Barbare de Robert E. Howard, avec la publication d'un jeu de rôle, Conan : Aventures épiques d'un âge oublié, et une gamme continue de suppléments dans ce cadre[24].
- En 2018, il annonce qu'il travaillerait avec Dreamworks Studios pour produire un jeu de société basé sur les films pour enfants Kung Fu Panda[25].
- En 2018, il annonce un jeu de rôle John Carter of Mars[26] basé sur la série de science-fiction fantastique du début des années 1900 d'Edgar Rice Burroughs.
- En 2022, il collabore avec Shawn Tomkin, créateur d'Ironsworn, afin de publier une édition de luxe de son supplément de science-fiction, Starforged[27].

## Jeux publiés

### Jeux de rôle
Liste établie à partir de cette source
- Achtung! Cthulhu (cadre de jeu pour L'Appel de Cthulhu, Savage Worlds et FATE), 2012
- Achtung! Cthulhu (2d20), 2020
- Agents of Concordia, 2018
- Conan (2d20), 2016
- Dishonored, 2020
- Dreams & Machines, 2023
- Dune (2d20), 2020
- DUST Adventures, 2015
- Fallout (2d20), 2020
- Fallout: Wasteland Warfare, 2019
- Homeworld Revelations, 2022
- Infinity, 2022
- John Carter of Mars, 2018
- Mindjammer, 2nd edition, 2014
- Mutant Chronicles, 3rd edition, 2015
- Star Trek Adventures, 2017
- Vampire: the Masquerade, 2018